# Vienne
Vienne (86) es un departamento francés situado en la parte central del país, perteneciente, desde el 1 de enero de 2016, a la región de Nueva Aquitania (antes a la desaparecida región de Poitou-Charentes). Su capital (o prefectura) es Poitiers y sus habitantes reciben en idioma francés el gentilicio Viennois.

## Geografía
La provincia tiene un área de 6.990 km², que en términos de extensión es similar a la mitad de Montenegro.
Limita al norte con Maine y Loira e Indre y Loira, al este con Indre y Alto Vienne, al sur con Charente, al oeste con Deux-Sèvres.

## Historia
El departamento de Vienne es uno de los ochenta y tres departamentos originales creados durante la Revolución francesa, el 4 de marzo de 1790 (en aplicación de la ley del 22 de diciembre de 1789). Fue creado a partir de territorios que pertenecían a la antigua provincia de Poitou.

## Acuerdos de cooperación
El departamento de La Vienne ha firmado vínculos de cooperación perdurables, en carácter de acuerdos de cooperación, con las siguientes provincias:
- Provincia de Jujuy, Argentina (18 de mayo de 2012)[2]

## Demografía
| 1801    | 1831    | 1841    | 1851    | 1856    | 1861    | 1866    |
| ------- | ------- | ------- | ------- | ------- | ------- | ------- |
| 240.990 | 282.731 | 294.250 | 317.305 | 322.585 | 322.028 | 324.527 |
| 1872    | 1876    | 1881    | 1886    | 1891    | 1896    | 1901    |
| 320.598 | 330.916 | 340.295 | 342.785 | 344.355 | 338.114 | 334.343 |
| 1906    | 1911    | 1921    | 1926    | 1931    | 1936    | 1946    |
| 333.621 | 332.276 | 306.248 | 310.474 | 303.072 | 306.820 | 313.932 |
| 1954    | 1962    | 1968    | 1975    | 1982    | 1990    | 1999    |
| 319.208 | 331.619 | 340.256 | 357.366 | 370.428 | 380.005 | 399.024 |

Las mayores ciudades del departamento son (datos del censo de 1999):
- Poitiers: 83.448 habitantes; 119.371 en la aglomeración.
- Châtellerault: 34.126 habitantes; 36.026 en la aglomeración.